# Синди (језик)
Синди (سنڌي, सिन्धी) је индоевропски језик, из подгрупе индоиранских језика. То је језик становника провинција Синд и Белуџистан у јужном Пакистану. Тамо се овим језиком служи око 53,5 милиона људи. Говори се још и у Индији где има око 5,8 милиона говорника. То су углавном хиндуистичке избеглице које су напустиле Пакистан после деобе Индије и Пакистана 1947.
Језик Синди је један од званичних језика Индије. У Пакистану је признат као језик провинције Синд, али нема статус на државном нивоу. Синди се записује арапским писмом, а у Индији још и писмом деванагари. Језик синди има 46 сугласничких фонема и 16 самогласника. Већину речника чине речи из санскрита, уз неке које су преузете из арапског и персијског језика.

## Историја

### Порекло
Назив „Синди” потиче од санскритског síndhu, првобитног назива реке Инд, дуж чије делте се говори синди.
Као и други језици индоаријевске породице, синди води порекло од староиндоаријевског (санскрита) преко средњег индоаријевског (пали, секундарни пракрит и апабхрамша). Западни научници из 20. века, као што је Џорџ Абрахам Грирсон, веровали су да синди потиче управо из вракадског дијалекта апабхрамше (који је Маркандеја описао као да се говори у Синду-деши, што одговара модерном Синду), али каснији радови су показали да је то мало вероватно.

### Рани синди (10—16 век)
Синди је ушао у нову индоаријевску фазу око 10. века нове ере. Међутим, књижевна потврда о синдију из овог периода је оскудна; рана исмајлитска верска литература и поезија у Индији, која потиче из 11. века нове ере, користила је језик који је био блиско повезан са синдским и гуџаратским. Велики део овог рада је у форми гинана (нека врста химне посвећења).
Синди је био први индоаријевски језик који је био у блиском контакту са арапским и персијским након Омејадског освајања Синда 712. не. Према синдској традицији, први превод Курана на синди започет је 883. у Мансури, Синд. Ово потврђују извештаји Ел-Рамормузија, али је нејасно да ли је језик превода заправо био претходник синдију, а текст није сачуван.

### Средњовековни синди (16—19 век)
Средњовековна синди религиозна књижевност обухвата синкретичку суфијску и адвајтску ведантску поезију, потоњу у преданој бакти традицији. Најранији познати синдски песник суфијске традиције је Кази Кадан (1493—1551). Други рани песници били су Шах Инат Ризви (око 1613—1701) и Шах Абдул Карим Булри (1538—1623). Ови песници су имали мистични порив који је дубоко утицао на синдску поезију током већег дела овог периода.
Још један познати део средњовековне синдске књижевности је богатство народних прича, које су многи бардови у различито време прилагодили и прерадили у стихове. То укључује романтичне епове као што су Сасуи Пунхун, Сохни Махивал, Момал Рано, Нори Џем Тамачи, Лилан Чанесар и други. Највећи синдски песник био је Шах Абдул Латиф Битај (1689/1690—1752), чије су стихове његови следбеници прибрали у Шах Џо Рисало. Он је уткао синдске народне приче са суфијским мистицизмом.
Први потврђени синдски превод Курана урадио је Акунд Азаз Алах Муталави (1747—1824) и објављен га у Гуџарату 1870. Први који се појавио у штампи био је Мухамед Сидик 1867. године.

### Модерни синди (1843 — данас)
Синд је окупирала Британска војска и припојен је Бомбајском председништву 1843. Убрзо након тога, 1848. године, гувернер Џорџ Клерк је успоставио синди као службени језик у покрајини, уклонивши књижевну доминацију персијског. Сер Бартл Фрер, тадашњи комесар Синда, издао је наређење 29. августа 1857. године, саветујући државне службенике у Синду да положе испит у синду. Такође је наредио да се синди користи у званичним документима. Бомбајско председништво је 1868. доделило Нарајану Џаганат Вајдју да замени Абџад који се користи у Синдију кудабадским писмом. Бомбајско председништво је то писмо стандардним, чиме је подстакло анархију у региону са већинским муслиманским становништвом. Уследили су снажни немири, након којих су британске власти увеле дванаест војних закона. Додељивање званичног статуса синдију, заједно са реформама писма, покренуло је развој модерне синдске књижевности.
Прва штампана дела на синдију произведена су у Мухамади Пресу у Бомбају почевши од 1867. године. Међу њима су биле исламске приче које је у стиховима поставио Мухамед Хашим Татви, један од реномираних религиозних учењака Синда.
Подела Индије 1947. године довела је до тога да је већина оних који говоре синди завршила у новој држави Пакистан, започевши напор да се успостави снажан поднационални језички идентитет за синди. То се манифестовало у отпору наметању урдуа и на крају синдским национализмом током 1980-их.
Језик и књижевни стил савремених синдских списа у Пакистану и Индији приметно су се разликовали до касног 20. века; аутори из прве земље су у великој мери позајмљивали из урдуа, док су они из друге земље били под великим утицајем хиндија.

## Службени статус
Синди је званични језик пакистанске провинције Синд и један од регистрованих језика Индије, где нема статус на државном нивоу.
Пре настанка Пакистана, синди је био национални језик Синда. Пакистанска скупштина Синда наредила је обавезно учење синди језика у свим приватним школама у Синду. Према правилима обрасца Б за приватне образовне институције Синда (Прописи и контрола) из 2005. године, "Све образовне институције су обавезне да уче децу синди језику. Синдски министар образовања и писмености Сиед Сардар Али Шах и секретар за школско образовање, Кази Шахид Первајз, наредили су запошљавање синди наставника у свим приватним школама у Синду како би се овај језик лако и широко предавао. Синди се учи у свим провинцијским приватним школама које прате матрични систем, а не у онима које следе Кембриџ систем.
Поводом фестивала „Дана матерњег језика” 2023. године, Скупштина Синда под министром културе Сардаром Али Шахом, донела је једногласну резолуцију о проширењу употребе језика на примарни ниво и повишењу статуса синдија као националног језика Пакистана.
Индијска влада је законски одредила синди као регистровани језик у Индији, што га чини опцијом за образовање. Упркос недостатку статуса на државном нивоу, синди је и даље истакнути језик мањине у индијској држави Раџастан.